# Der rote Christus
Der rote Christus ist ein Gemälde des deutschen Malers Lovis Corinth. Das Bild der Kreuzigung Jesu Christi wurde im Jahr 1922 als Ölbild auf Holz gemalt. Das 129 × 108 Zentimeter große Gemälde befindet sich seit 1956 im Besitz der Bayerischen Staatsgemäldesammlungen und ist in der Pinakothek der Moderne in München ausgestellt.
Das Gemälde ist eines von zahlreichen Bildern, in denen Corinth das Motiv der Kreuzigung und des Leidensweges Christi aufgreift. Er malte diese expressionistische Version auf Holz, wie es auch bei historischen Altarbildern gehandhabt wurde. Ebenso sein letztes Bild, ein 1925 gefertigtes Selbstporträt in der Gestalt des leidenden Christus (Ecce homo), behandelte dieses Thema.

## Bildbeschreibung
Das Bild zeigt eine Kreuzigungsszene, wobei der Körper Jesu Christi im Zentrum des Bildes leicht zum linken Bildrand gerückt ist. Weder Hände noch der waagerechte Balken des Kreuzes sind zu sehen. Die Füße und das rechte Knie berühren den unteren Bildrand. Nach Sonja de Puinef „dominiert und sprengt“ der Körper des leidenden Christus die Komposition „mit seinen über den Bildrahmen herausragenden Händen“. Die Szene wird dadurch „sehr präzise in den ungewöhnlich gedrängten Bildraum eingepasst.“ Der in Richtung des Betrachters nach links kippende Körper hängt mit gestreckten Armen und angewinkelten Knien am Kreuz. Der Kopf mit der Dornenkrone ist zur Seite auf die linke Schulter gefallen. Die Augen blicken nach vorn und damit in Richtung des Betrachters. Der nackte und blutende Körper ist weitgehend in Weiß gehalten. Ein Lendentuch bedeckt seine Blöße. Das Kreuz ist lediglich im unteren Bildteil erkennbar. Im oberen Bildteil wird es von der Sonne überstrahlt; sein Querbalken liegt außerhalb des Bildes. Der Betrachter kann nur erahnen, wie und ob der Körper fixiert ist.
Unter der linken Brust wird dem Gekreuzigten von einem in der unteren linken Bildecke stehenden Mann eine Lanze in den Körper gestoßen; aus der Wunde spritzt Blut auf den Körper. Der Mann ist wahrscheinlich der in der Bibel erwähnte Longinus, der römische Soldat, der Jesus nach dessen Tod einen Speer in die Seite gestochen haben soll. Oberhalb der Person befinden sich zwei weitere Figuren, die den Apostel Johannes und die Jungfrau Maria darstellen sollen. Johannes, bekleidet mit einem roten Gewand, steht leicht versetzt hinter der ohnmächtigen Maria im blauen Gewand. Auf der rechten Seite ist eine weitere Figur zu erkennen, die auf einem langen Stab, einem Ysopzweig, Jesus einen Schwamm hinhält, der – so das Johannesevangelium – mit Essig getränkt ist. Alle Personen mit Ausnahme der ohnmächtigen Maria blicken aus ihrer jeweiligen Position in Richtung des hängenden Körpers.
Den Hintergrund bildet eine dreiteilige Komposition. Während sich in dem Feld links neben dem Leichnam drei weitere Personen befinden, wird rechts undeutlich die Landschaft dargestellt und nur im unteren Bereich taucht eine einzelne Person auf. Das Bild zeigt eine Seelandschaft statt des Bergs Golgota, auf dem die Kreuzigung laut dem Neuen Testament stattgefunden haben soll. In Brusthöhe des gekreuzigten Körpers liegt die Horizontlinie, darüber ist der Himmel sowie im dritten Ausschnitt zwischen den gestreckten Armen die Sonne mit betonten Sonnenstrahlen dargestellt. Sowohl der Himmel als auch der See und die Sonne sind von roter Farbe durchsetzt, wodurch ein Dämmerungseindruck entsteht.
Das Bild ist am linken oberen Bildrand zweizeilig in Gelb signiert und datiert: „Lovis Corinth 1922“.

## Hintergrund, Entstehung und Deutung
Die dargestellte Kreuzigungsszene entspricht in ihren Grundzügen der Schilderung im Johannesevangelium. Dabei handelt es sich um eine Zusammenfassung mehrerer aufeinanderfolgender Szenen, die in Johannes 19, 29 bis 34 beschrieben werden und den Tod Jesu Christi umfassen:

„(29) Ein Gefäß mit Essig stand da. Sie steckten einen Schwamm mit Essig auf einen Ysopzweig und hielten ihn an seinen Mund.(30) Als Jesus von dem Essig genommen hatte, sprach er: Es ist vollbracht! Und er neigte das Haupt und gab seinen Geist auf.(31) Weil Rüsttag war und die Körper während des Sabbats nicht am Kreuz bleiben sollten, baten die Juden Pilatus, man möge den Gekreuzigten die Beine zerschlagen und ihre Leichen dann abnehmen; denn dieser Sabbat war ein großer Feiertag.(32) Also kamen die Soldaten und zerschlugen dem ersten die Beine, dann dem andern, der mit ihm gekreuzigt worden war.(33) Als sie aber zu Jesus kamen und sahen, dass er schon tot war, zerschlugen sie ihm die Beine nicht,(34) sondern einer der Soldaten stieß mit der Lanze in seine Seite, und sogleich floss Blut und Wasser heraus.“

Corinth malte das Bild „in der Tradition der Altarbilder altdeutscher und niederländischer Maler auf Holz.“ Dabei wird die Darstellung als „schrecklichste Interpretation des Themas“ beschrieben, die den „Horror des Martyriums“ „brutal“ aufzeigt. Nach Andrea Bärnreuther wählte Corinth die expressionistische Malweise aufgrund der „Einsicht in die Grenzen naturalistischer Darstellung, die dort versagen muß, wo es um das Nichtfaßbare, den Sinnen nicht unmittelbar Zugängliche geht und die naturalistische Darstellung nur der Ausdruck von Sprachlosigkeit wird.“ Bärnreuther erkennt zudem in der Darstellungsweise eine „Ästhetik des Häßlichen“, die „über die ästhetische Grenzen“ hinausgehe und „in der die Brutalität der Abstraktion in der Figur, die alle Regeln des guten Geschmacks verletzende Willkür in der Farbgebung des allgegenwärtigen Rots und nicht zuletzt der gewaltsame Farbauftrag in den dicken Flecken und die malträtierende Behandlung durch Palettmesser und Pinsel“ einen „Angriff auf die Wahrnehmung“ darstelle.

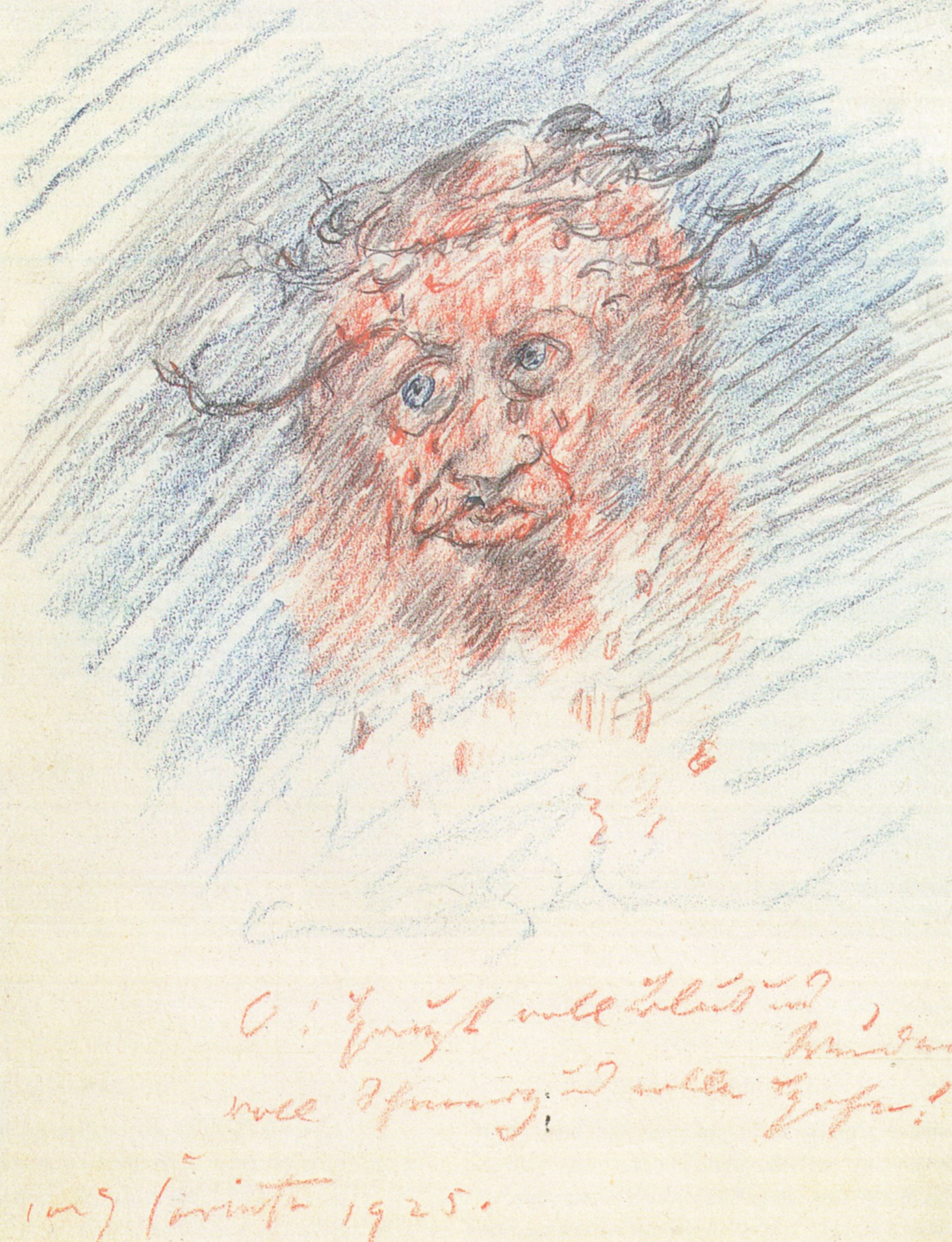
Selbstbildnis als Schmerzensmann, 1925

Sonja de Puinef stellt das Bild in den politischen Kontext des Jahres 1922 in Deutschland und der persönlichen Situation Corinths. In diesem Jahr, vier Jahre nach Ende des Ersten Weltkriegs, kam es in Deutschland zu mehreren Inflationswellen. Zugleich war die gesundheitliche und seelische Verfassung Corinths auf einem Tiefpunkt. In einem Brief an seine Frau Charlotte Berend-Corinth vom 23. September 1923 schilderte er seine Unlust an der Arbeit zur Zeit der Entstehung des Bildes. Er schrieb:

„Ich bin leider sehr faul geworden. An dem Brett ‚Tod Jesu‘ arbeite ich sehr unlustig. Ein Stilleben habe ich schnell gemalt; auch ohne Lust. Es ist wie immer faul.“

Nach Interpretation von Sonja de Puinef „gilt sein Christus mit ungewissen Gesichtszügen zweifellos auch als Projektion des Leidens des Künstlers selbst und über ihn hinaus einer ganzen Nation“. Sie führt darüber hinaus aus, Corinth wähle „ein religiöses Sujet von universeller Tragweite, um in ihm seine persönliche Erschütterung auszudrücken.“ 1925, am Tag, als er den Ecce Homo vollendete, malte Corinth ein Selbstbildnis als Schmerzensmann, in dem er sich direkt mit der Figur des leidenden Christus identifizierte, indem er ihm seine Gesichtszüge gab.

## Einordnung in das Werk Corinths
Das Bild Der rote Christus entstand 1922 und gehört damit zu den Spätwerken des zu dieser Zeit 64 Jahre alten Künstlers. Es ist eine der zahlreichen Darstellungen des Leidenswegs Jesu Christi, die Corinth im Laufe seines Lebens malte. Sein erstes verkauftes Gemälde war eine Kreuzabnahme aus dem Jahr 1895 und sein letztes Bild vor seinem Tod 1925 zeigt ihn selbst in der Situation des Ecce homo. Dabei entwickelte sich seine Malweise von einer naturalistischen, wie etwa in der Kreuzabnahme von 1895 und Das Große Martyrium von 1907, zu einer expressionistischen, wie er sie in Der rote Christus und Ecce Homo anwendete.

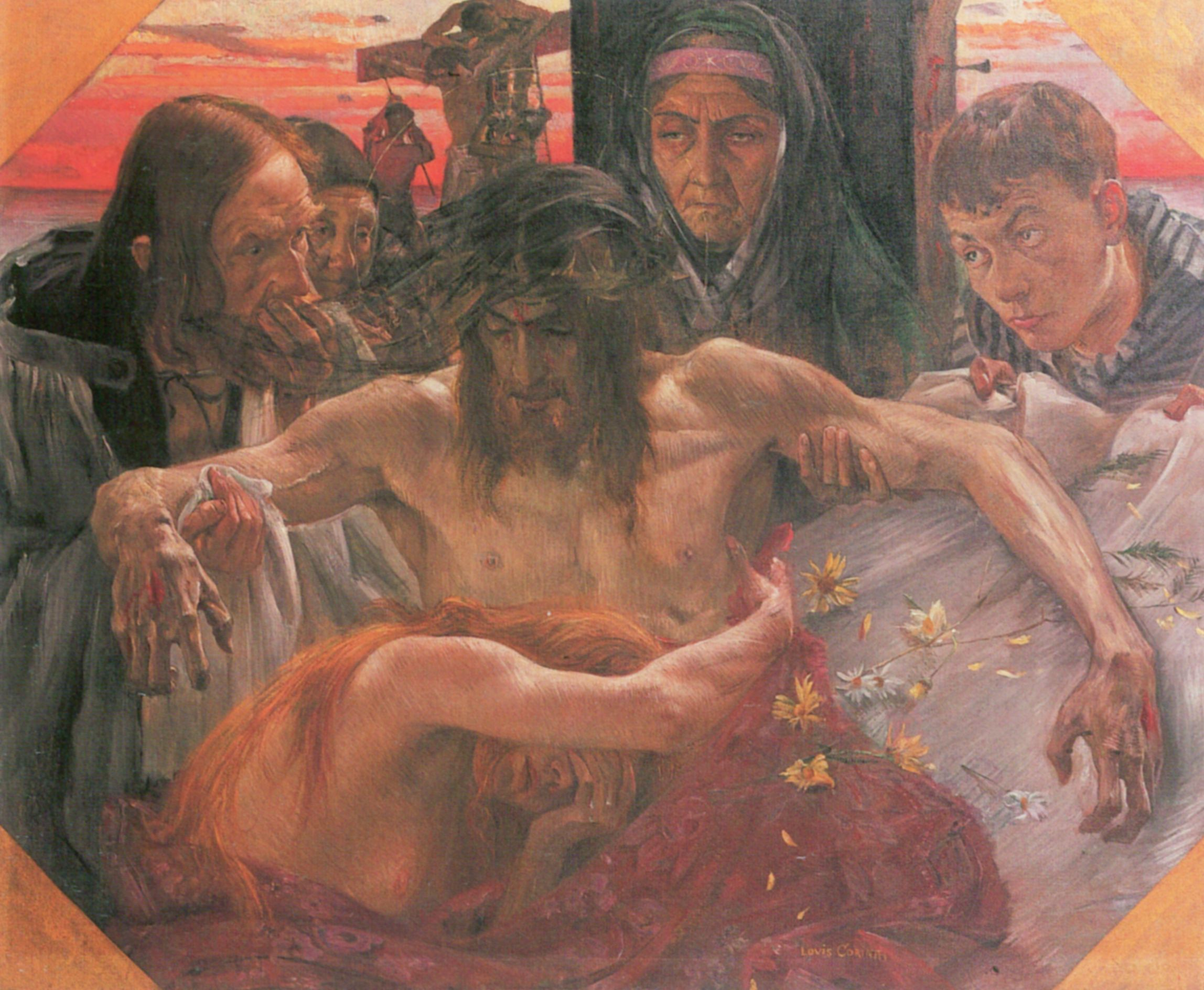
Kreuzabnahme, 1895
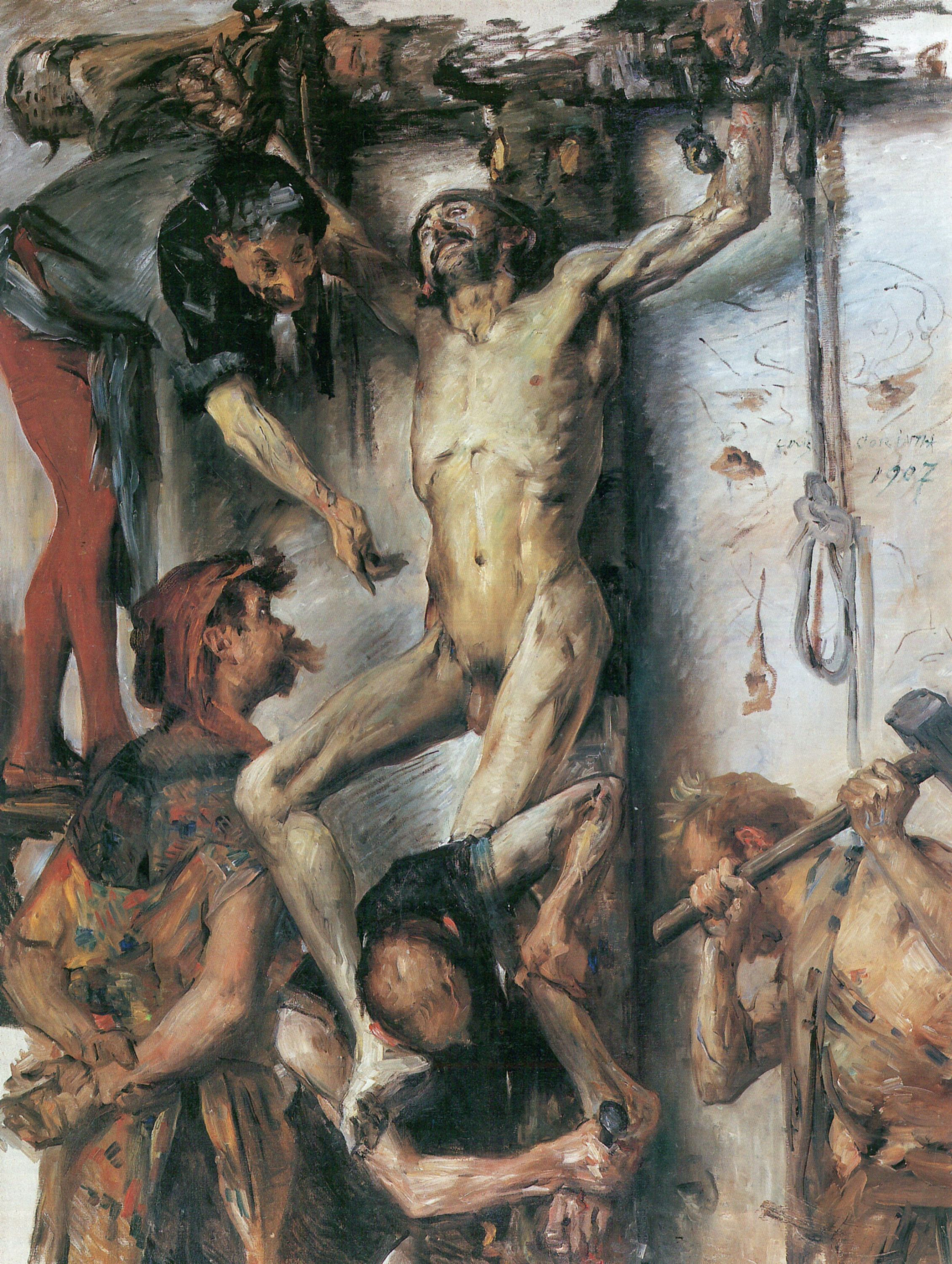
Das Große Martyrium, 1907
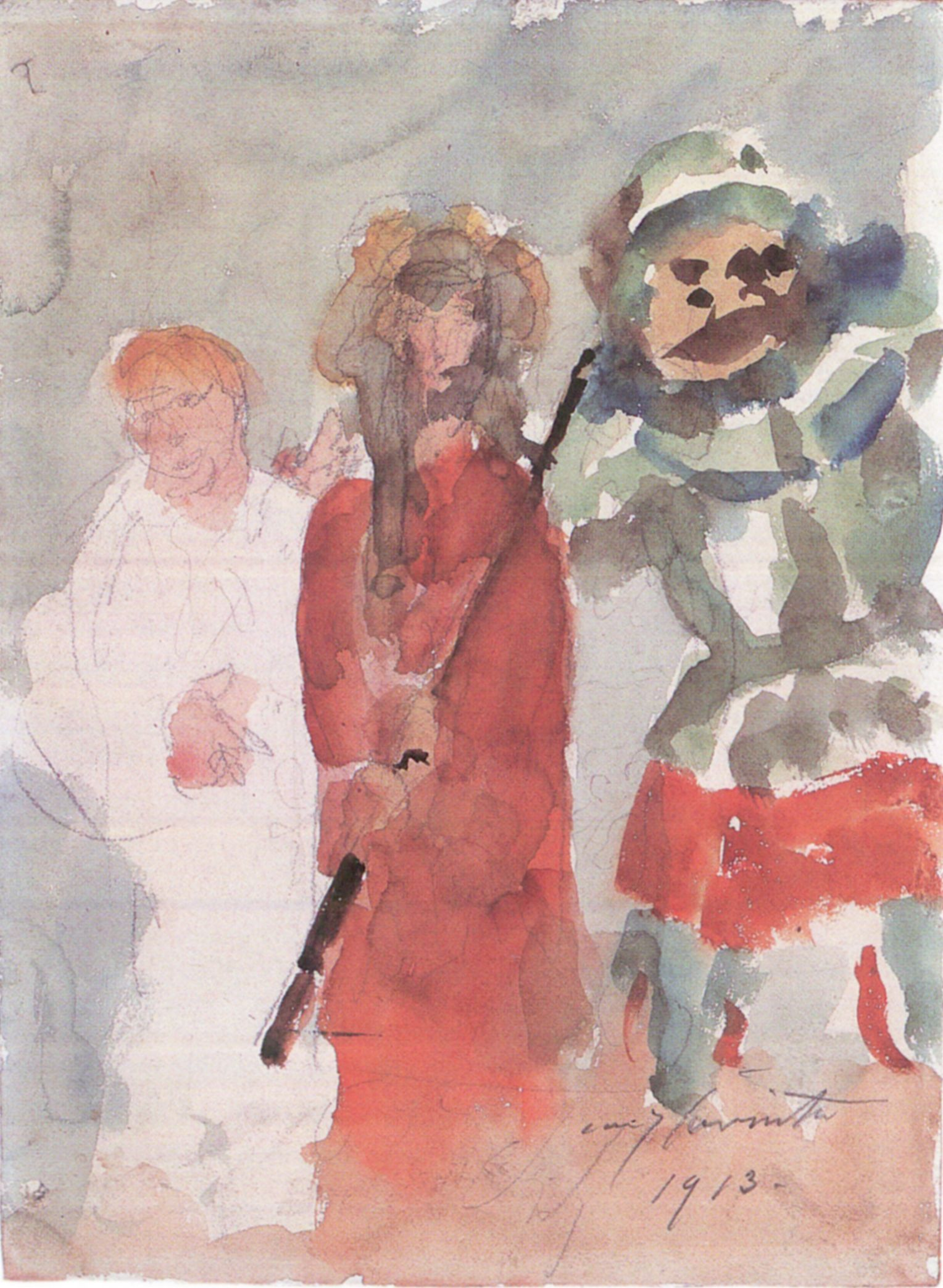
Ecce Homo, 1913
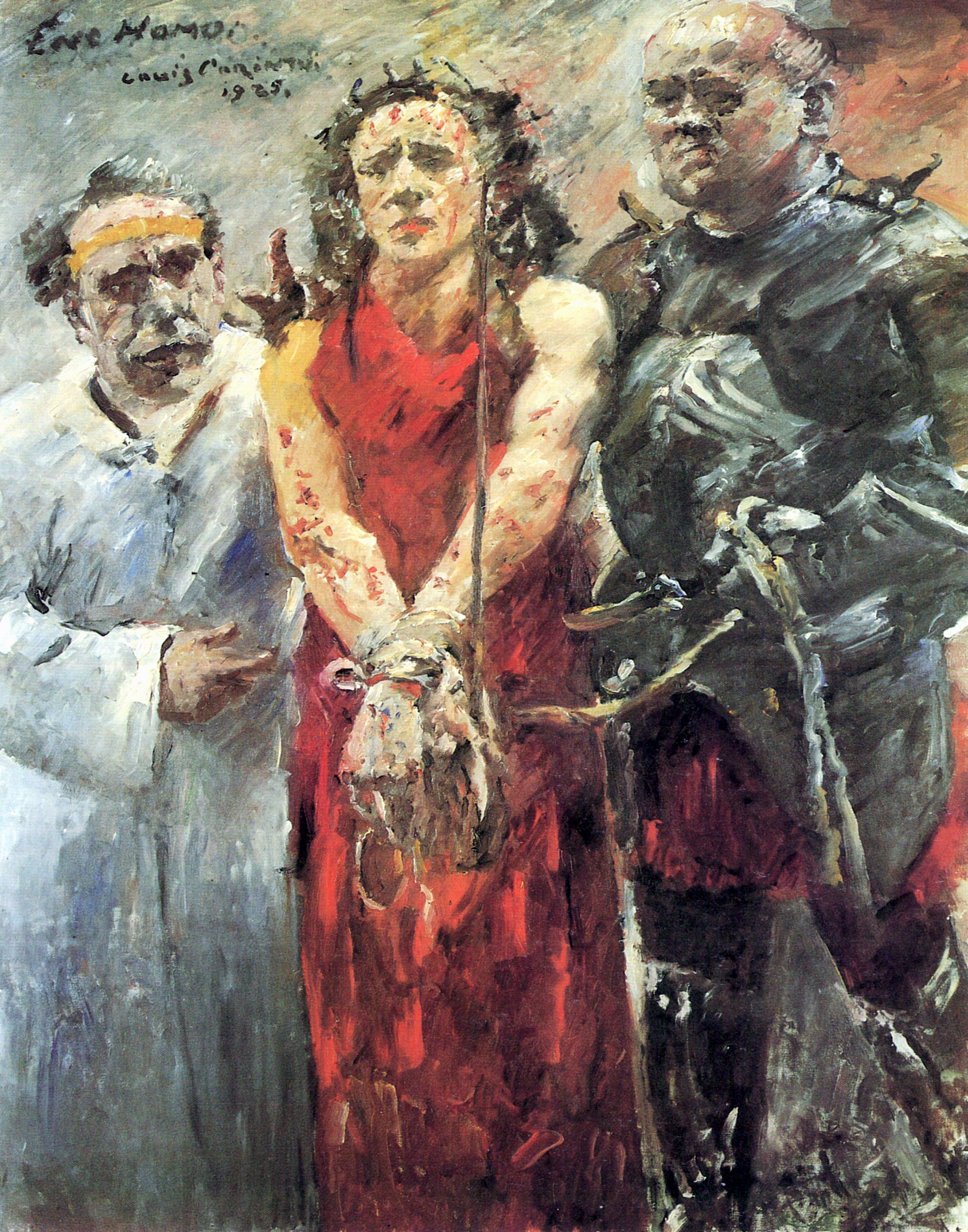
Ecce Homo, 1925

Bereits 1917 malte Corinth ein expressionistisches Aquarell eines blutenden und verzerrten, gekreuzigten Christus (Gekreuzigter Christus), in dem er nach Andrea Bärnreuther die auf den Gekreuzigten konzentrierte Bildgestalt des roten Christus vorwegnimmt. Hier wird der am Kreuz hängende Körper Jesu Christi frontal mit ausgebreiteten Armen und abgespreizten Fingern gezeigt, rechts neben ihm sticht ein Soldat auch hier eine Lanze in den Körper. Nach Horst Uhr lässt sich dieses Bild als „Inkarnation physischen und psychischen Schmerzes“ nur mit den Pestkruzifixen von Matthias Grünewald aus dem beginnenden 16. Jahrhundert vergleichen. In dem Aquarell ist Christus mit einem Löwengesicht dargestellt, das gemäß der mittelalterlichen Ikonographie als Symbol für die Auferstehung steht; Einzelheiten treten zugunsten der schnellen, expressiven Malweise zurück.
1923 griff Corinth das Motiv des roten Christus in leicht veränderter Form erneut für eine Kreidezeichnung auf, wobei die verschiedenen Personen am Kreuz in einer räumlichen Leere und nur undeutlich und verschwindend erscheinen. Die Zeichnung diente offenbar als Studie für eine Druckgrafik, die Corinth im selben Jahr anfertigte. Wie der rote Christus ist auch diese Zeichnung von dem Expressionismus der späteren Werke des Künstlers geprägt.

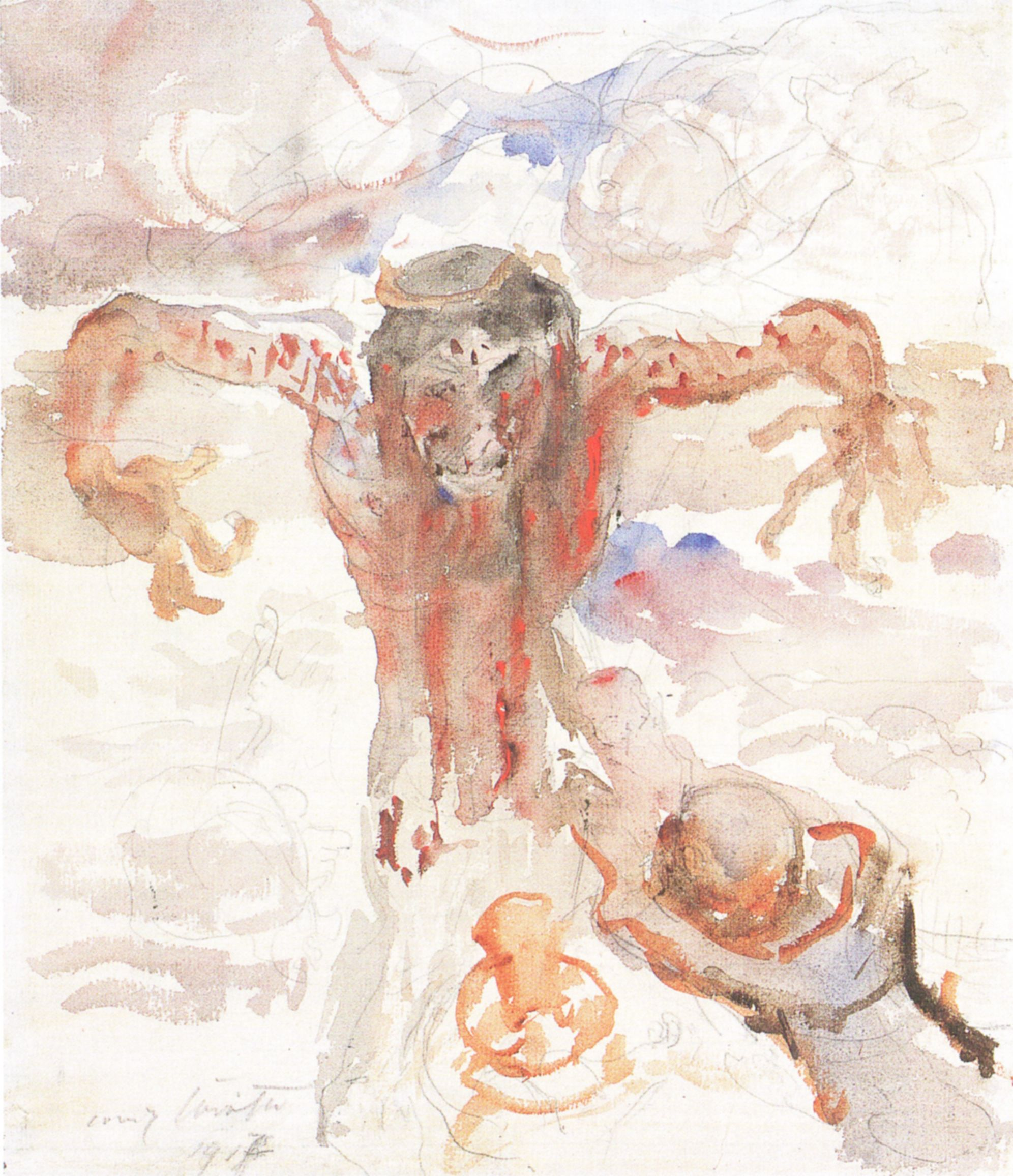
Gekreuzigter Christus von Lovis Corinth, 1917
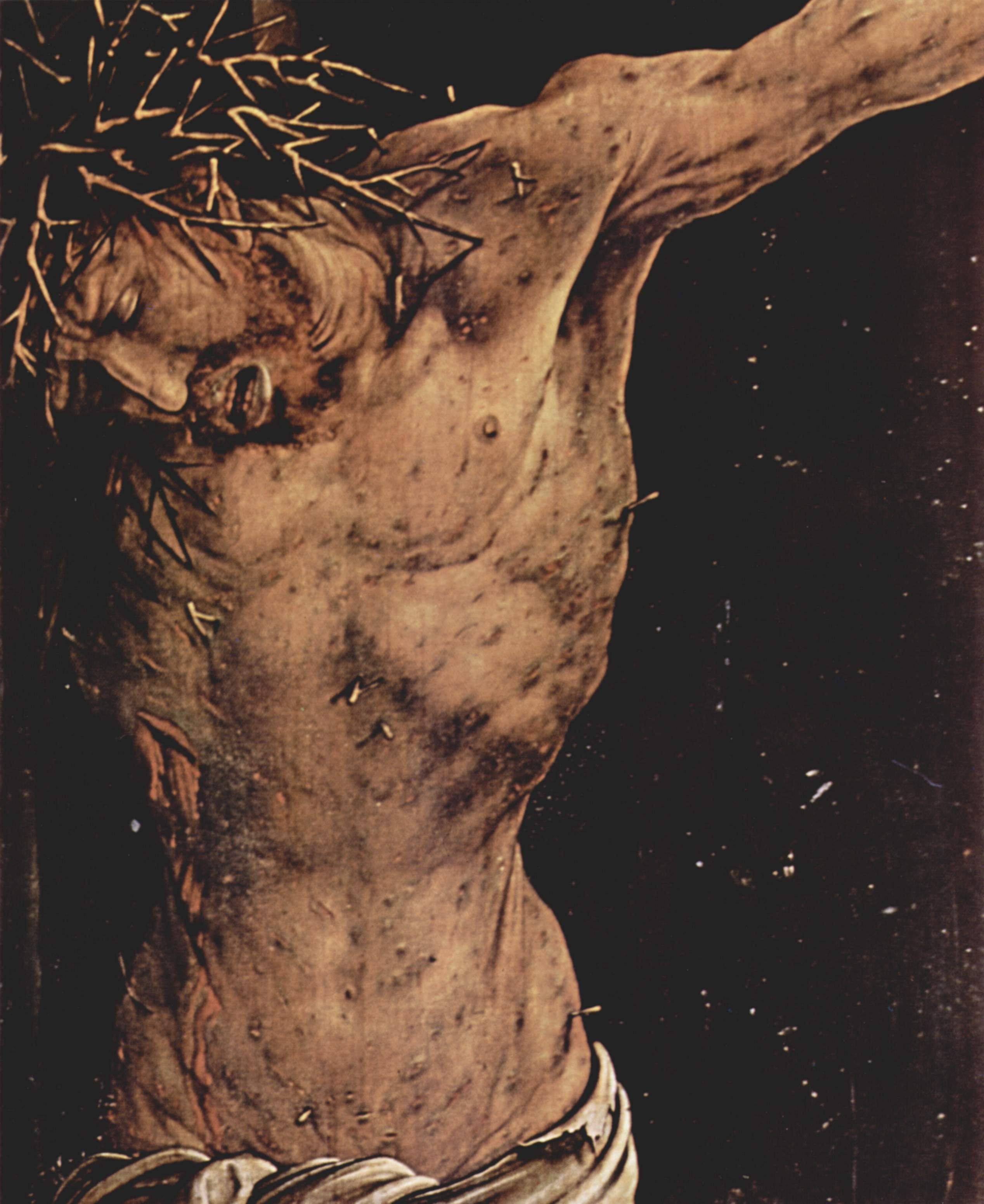
Detail der Kreuzigungstafel des Isenheimer Altars von Matthias Grünewald, Anfang 16. Jahrhundert.
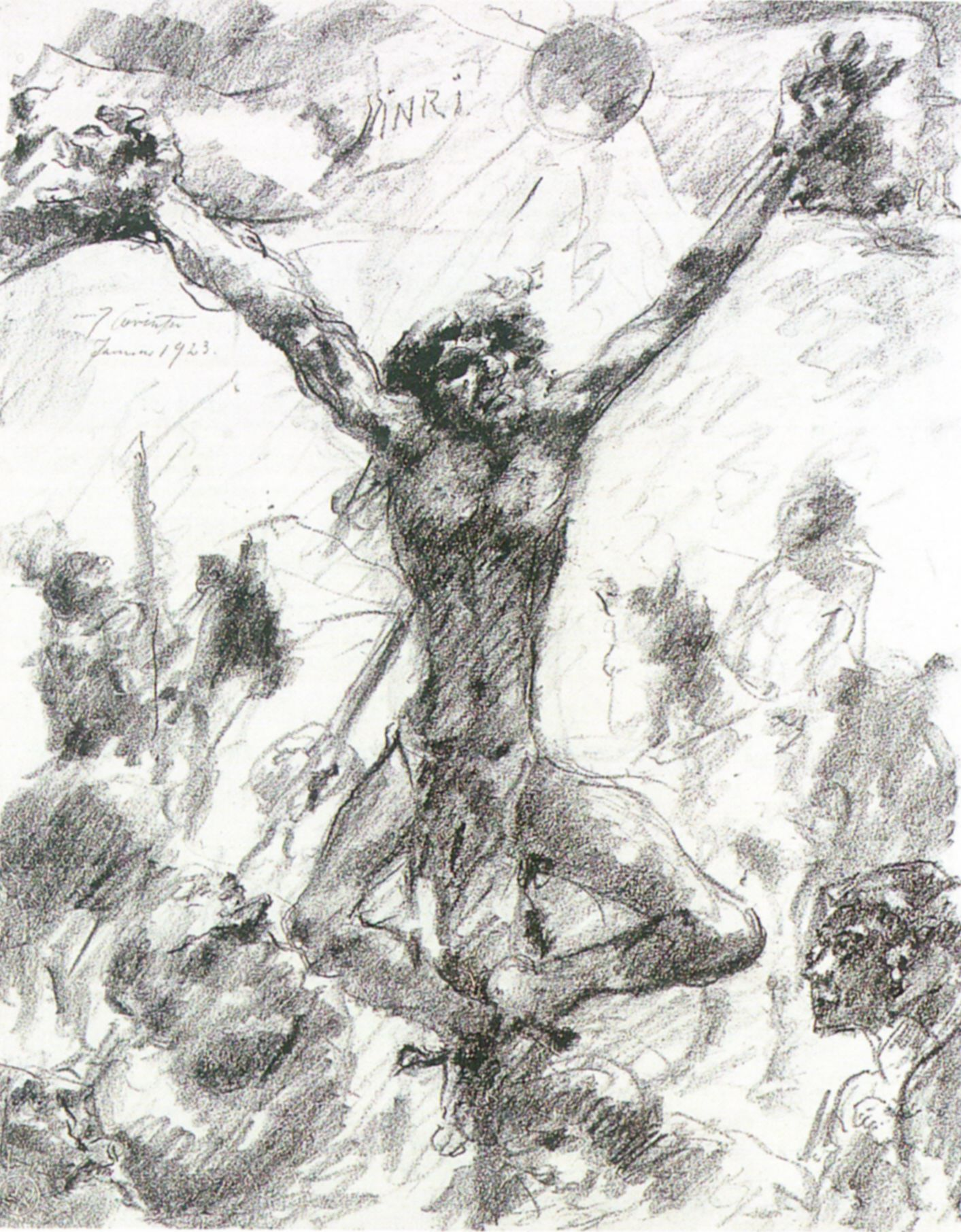
Kreuzigung, Zeichnung von Lovis Corinth 1923

## Provenienz
Der rote Christus wurde im Entstehungsjahr 1922 in der Berliner Secession ausgestellt. Bis 1956 befand es sich im Besitz der Ehefrau des Künstlers, Charlotte Berend-Corinth, die es bei ihrer Emigration 1939 in die Vereinigten Staaten mitgenommen hatte. Dort wurde es in zahlreichen Ausstellungen gezeigt. Über die Kunsthandlung Resch in Gauting bei München kam das Bild 1956 in den Besitz der Bayerischen Staatsgemäldesammlungen.

## Belege
1. 1 2 3 4 5 6  Sonja de Puinef: Der rote Christus. In: Ulrike Lorenz, Marie-Amélie zu Salm-Salm, Hans-Werner Schmiedt (Hrsg.): Lovis Corinth und die Geburt der Moderne. Kerber, Bielefeld 2008, ISBN 978-3-86678-177-1, S. 146–147.
2. 1 2  Joh 19,29 EU
3. ↑  Joh 19,34 EU
4. 1 2 3 4  Andrea Bärnreuther: Der rote Christus. In: Peter-Klaus Schuster, Christoph Vitali, Barbara Butts (Hrsg.): Lovis Corinth. Prestel, München 1996, ISBN 3-7913-1645-1, S. 266–267.
5. ↑  Thomas Corinth: Lovis Corinth. Eine Dokumentation. Zusammengestellt und erläutert von Thomas Corinth. Verlag Ernst Wasmuth, 1979. S. 295. ISBN 3-8030-3025-0.
6. 1 2 3  Horst Uhr: Lovis Corinth. California Press, Berkeley und Los Angeles 1990; S. 264–265.
7. ↑  Barbara Butts: Gekreuzigter Christus In: Peter-Klaus Schuster, Christoph Vitali, Barbara Butts (Hrsg.): Lovis Corinth. Prestel München 1996; S. 342. ISBN 3-7913-1645-1.
8. ↑  Charlotte Berend-Corinth: Lovis Corinth. Werkverzeichnis. Neu bearbeitet von Béatrice Hernad. Bruckmann Verlag, München 1958, 1992; BC 846b, S. 180. ISBN 3-7654-2566-4.